# حسین پاشایی
حسین پاشایی (زاده ۱۶ اسفند ۱۳۵۷ در تهران) بازیکن سابق فوتبال و کمک‌مربی فعلی است. او سال‌ها در پست *هافبک وسط* برای تیم‌هایی مانند پاس تهران و راه‌آهن بازی کرد و در دوران بازیگری خود به‌همراه پاس تهران یک‌بار قهرمان و دو بار نایب‌قهرمان لیگ برتر فوتبال ایران شد.  
پس از پایان دوران بازی، پاشایی وارد عرصه مربیگری شد و طی سال‌ها به عنوان *کمک‌مربی* در کنار مهدی تارتار در تیم‌های صبا، راه‌آهن، پارس جنوبی جم، نفت مسجد سلیمان، پیکان و ذوب‌آهن فعالیت کرد. او با پارس جنوبی جم موفق به قهرمانی در لیگ دسته اول (لیگ یک) شد و به عنوان یکی از شناخته‌شده‌ترین و بااخلاق‌ترین کمک‌مربی‌های فوتبال ایران شناخته می‌شود.

## دوران بازیگری
حسین پاشایی فوتبال خود را از تیم نوجوانان بانک تجارت در سال ۱۳۷۳ آغاز کرد و در سال بعد به تیم جوانان پرسپولیس پیوست. او سپس در تیم‌های پرسپولیس کاشان و کشاورز به میدان رفت و در سال ۱۳۷۸ به پاس تهران منتقل شد. پاشایی هشت سال برای پاس تهران بازی کرد و در دوران حضورش در این تیم، یک‌بار قهرمان لیگ برتر (سال ۱۳۸۲) و دو بار نایب‌قهرمان لیگ برتر (۱۳۸۱–۱۳۸۲ و ۱۳۸۴–۱۳۸۵) شد.  
در سال ۱۳۸۴ و در دوران مربیگری برانکو ایوانکوویچ، پاشایی به تیم ملی ایران دعوت شد.

## دوران مربیگری
پس از خداحافظی از فوتبال حرفه‌ای، پاشایی مسیر مربیگری را آغاز کرد. او به‌عنوان کمک‌مربی سال‌ها در کنار مهدی تارتار فعالیت کرده است:  
- ۱۳۹۳–۱۳۹۴: صبا (نیم‌فصل اول)
- ۱۳۹۳–۱۳۹۴: راه‌آهن (نیم‌فصل دوم)
- ۱۳۹۵–۱۳۹۶: پارس جنوبی جم
- ۱۳۹۶–۱۳۹۷: پارس جنوبی جم
- ۱۳۹۷–۱۳۹۸: پارس جنوبی جم
- ۱۳۹۸–۱۳۹۹: نفت مسجد سلیمان
- ۱۳۹۹–۱۴۰۰: پیکان
- ۱۴۰۰–۱۴۰۱: ذوب‌آهن
- ۱۴۰۱–۱۴۰۲: ذوب‌آهن
- ۱۴۰۲–۱۴۰۳: ذوب‌آهن
- ۱۴۰۳–۱۴۰۴: سایپا

او علاقه‌ای به سرمربی‌گری نداشته و عمده فعالیتش به عنوان کمک‌مربی بوده است، اما به عنوان یکی از بهترین کمک‌مربی‌های لیگ ایران شناخته می‌شود.

## افتخارات

### دوران بازیگری
- قهرمان لیگ برتر ایران: ۱۳۸۲ با پاس تهران
- نایب‌قهرمان لیگ برتر ایران: ۱۳۸۱–۱۳۸۲ و ۱۳۸۴–۱۳۸۵

### دوران مربیگری
- قهرمان لیگ دسته اول ایران: ۱۳۹۵–۱۳۹۶ با پارس جنوبی جم